# Šime Mazzura
Šime Mazzura-Marov (Tisno, Murter, 21. listopada/31. listopada 1840. – Zagreb, 14. prosinca 1918.) je bio hrvatski publicist i političar. Otac je hrvatskog političara i odvjetnika Lava Mazzure. Bio je markantna figura hrvatskog političkog i intelektualnog života kojem je velika tjelesna visina od skoro dva metra još više pojačavala njegovu pojavnost. Bio je jedan od vlasnika novina Obzora.

## Životopis
Rodio se je 1840. u Tisnom na otoku Murteru u imućnoj obitelji koja je bila vlasnikom mjesne tvornice svijeća. U Tisnom je završio pučku školu. Gimnazije je pohađao u Splitu, Dubrovniku i Zadru (klasičnu gimnaziju). Maturirao u Zadru nakon školske godine 1860./1861. U Zadru je položio ispit zrelosti 1862. godine. Školovanje je nastavio u Zagrebu. Izbor mjesta školovanja određen je njegovim stavom od rane mladosti: bio je pristaša ujedinjenja Dalmacije s ostatkom Hrvatske. Zbog toga nije postupio kao ostali njegovi suvremenici intelektualci iz južnih hrvatskih krajeva pod habsburškom vlašću. Oni su nasuprot njemu, visoke škole stjecali u Italiji, čime su trajno ostali izloženi duhu risorgimenta i liberalizma. Studirao je od 1862. do 1864. pravo u Pravoslovnoj akademiji.
Publicistički rad počeo je u zadarskom Narodnom listu (Il Nazionaleu), organu hrvatske narodne stranke u vrijeme dok je urednik bio Natko Nodilo. Kvalitetnim i zanesenjačkim pisanjem o Zagrebu, zagrebačka mu je intelektualna elita vrlo brzo izrazila simpatije, među njima: Ivan Kukuljević Sakcinski, Ivan Perkovac, Matija Mrazović, Ambroz Vranyczany Dobrinović i ostali. Kod Perkovca je stekao toliko povjerenje da mu je dao mjesto izvjestitelja zagrebačkog Pozora za talijanski tisak. Surađivao je s Il Tempom iz Trsta, lista koji je bio hrvatofilski te Perseveranze iz Milana.
Preko novinarstva ušao je u politiku. Bio je aktivni pristaša Narodne stranke. Aktivno je borio se protiv bečkog centralizma i branio slobodu tiska. Zbog toga mu zagrebačka Pravoslovna akademija zbog tekstova u Perseveranzi i Nazionalu dala consilium abuendi atiori inviatione (za vrijeme Mažuranićeve vlade) te je bio relegiran. Franjo Rački ga preporučuje biskupu Strossmayeru koji ga podupire te mu omogućuje nastaviti i završiti studij prava u Grazu. Novinarstvo nije zapustio. Bogoslav Šulek ga poziva te zajedno s Mirkom Divkovićem zajedno uređuju zagrebački Pozor. 
Nakon što je završio studij, počeo je raditi u pisarnici u Zagrebu kod odvjetnika Matije Mrazovića. Sljedeće godine postao je odgovornim urednikom Pozora. To je upalo u vrijeme koje nije bilo sretno po tisak u Hrvatskoj. Bilo je to doba kad je Hrvatskom drmao zloglasni režim baruna Levina Raucha koji je bio gori od zloglasnog Bachova apsolutizma. Mazzura kao urednik bio je smetnja bečkom režimu. Pisao je biranim riječima, a ne napadačkim rječnikom. Te 1867. glavnog urednika Pozora Mazzuru optužili su da je smetao javni red i mir kao vođa nekih mladeških demonstracija te su ga osudili na jednomjesečni zatvor, a istom presudom obustavljeno je i izlaženje Pozora.
1871. u Grazu postao je doktor pravnih znanosti. Za Vakanovićeve vlade travnja 1873. godine dobio je stallum agendi i postao je odvjetnikom u Zagrebu. Bio je prvi intelektualac iz Dalmacije koji je postao istaknuta ličnost u Zagrebu i tu ostao. Oženio se s kćerju Slavoljuba Vrbančića, zagrebačkog uglednika. Za razliku od stranačkih kolega u vodstvu stranke koje se bavilo visokom politikom, Mazzura je bio praktičar. Potakao je osnivanje Dioničke tiskare koja je poslije bila višegodišnji tiskar zagrebačkog Obzora (i Pozora i Vienca), u kojem je pisao uvodnike, utječući na hrvatsko javno mnijenje. Bio je najveći dioničar, ali ne i najjačeg političkog utjecaja u tiskari (dioničari su bili Ivan Bauer, Josip Hofman, Hinko Janušić, Šime Mazzura, Franjo Švrljuga, Ladislav Mrazović, Ivan Vončina, Spiro Brusina i Franjo Rački). Ostalo je zabilježeno da su se on i uredništvo Obzora protivili primanju Marije Jurić Zagorke u uredništvo Obzora, no na izričit nalog biskupa Strossmayera, Marija Jurić primljena je u uredništvo.
Kao odvjetnik 1874. zastupao je državne klijente: zagrebačku općinu, zagrebačku nadbiskupiju i dijacezu i dr. 
1875. bio je predsjednikom zagrebačkog odbora za pomaganje bosanskim prebjezima u sjevernoj Hrvatskoj tijekom bosansko-hercegovačkog ustanka 1875. - 1878. Odboriima je zadaća bila pomagati ustanak, da od bosanskih izbjeglica formira čete i šalje ih preko granice. Odbor je skupljao novce u Zagrebu, razašiljao ih gdje je bilo potrebno, a kroz kroz svoje dopisnike u pograničnim mjestima dobivali su obavijesti o svakoj novoj potrebi. Već u početku ustanka 18. kolovoza Mazzurin je Obzor objavio proglas: "Sve rodoljube hrvatske pako pozivljemo, da se u ovom ozbiljnom i odsudnom času za našu braću u Hrvatskoj Turskoj, u Bosni i Hercegovini sjete svojih velikih dužnosti."
Bio je članom skupine disidenata Narodne stranke koji su se odvojili i osnovali 1881. Neodvisnu narodnu stranku. U njegovu skupinu pripadali su Mrazovićem, Rački, Vojnović i još neki. Ondje je bio jednim od glavnih osoba. U uzničkim vremenima Khuenove tiranije u Hrvatskoj, Mazzurina je stranka predstavljala slobodnomisleće intelektualce. 1884. ušao je u Hrvatski sabor kao zastupnik kotara Klanjca. Djelovao je kao član Neodvisne narodne stranke. U trogodišnjem mandatu bio je aktivan, posebice se zalažući za reforme u političkoj upravi.
Nakon što su Vladimir Vidrić, Stjepan Radić i drugi đaci prosvjedno spalili mađarsku zastavu, na suđenju studenoga 1895. godine branili su ih Mazzura i ugledni zagrebački odvjetnici Marijan Derenčin, August Harambašić, Kornitzer, M. Petračić, Franko Potočnjak, Ivan Ružić i Mile Starčević. 
U veleizdajničkom procesu branio je S. Kalenbera.
1897. se vratio u saborske klupe kao član Neodvisne narodne stranke. Zastupničku dužnost obnašao je do 1902. godine. Opet je zastupao klanječki kotar. Iz tog vremena datira njegov saborski govor o teritorijalnoj pripadnosti grada Rijeke Hrvatskoj. 
Protivio se načelima Riječke rezolucije iz 1905. godine. Protivio se hrvatsko-srpskom sporazumu.
Pratio je službene listove iz Beča, Fremdenblatt i službeni list ruskog dvora Journal de Sct. Petersbourgh.
Hrvatski književnik Milutin Cihlar Nehajev o Mazzuri je zapisao da "nikada nije bio govornik, ni u sudbenoj dvorani, a pogotovu ne na skupštini", da je "svoju analizu polako spremao, pojačavao, servirao u klimaksima", bez zanosa, koja ne govori srcu i ne djeluje na masu, da nikad nije mario za efekt svojeg nastupa te da je čvrsto dogmatski vjerovao u moć pravnog argumenta. Za Mazzuru je pisani zakon bio ipso facto koercitivne snage. Cihlar Nehajev je primijetio da je Mazzura kao polemičar " ujedljiv, načas i strastven, ali ton njegov bijaše ton žurnalizma Tempsa ili Timesa."
1918. proglašen je počasnim građaninom grada Zagreba.

## Djela
Napisao je mnoštvo političkih članaka, ponajviše u području državnog konstitucionalnog prava. Tekstove je potpisivao i kao Š. i pod pseudonimom Razumčić.

## Citat
Za ovu ga je izjavu kaznio sud.